# بینیگرا د مرانیا
بینیگرا د مرانیا دهستانی در استان آبیلای اسپانیا است.
در این دهستان ۹۵ نفر زندگی می‌کنند. مساحت این دهستان ۱۰٫۱۹ کیلومتر مربع است